# Shōji Aketagawa
Shōji Aketagawa (jap. 明田川 荘之, Aketagawa Shōji; * 23. Oktober 1950 in der Präfektur Tokio; † 16. November 2024) war ein japanischer Jazzpianist.

## Leben und Karriere
Shoji Aketagawa arbeitete ab den frühen 1970er-Jahren in der Tokyoter Jazzszene meist mit eigenen Trio-Formationen (u. a. mit Takashi Miyasaka), als Solist, im Duo mit dem Altsaxophonisten Hayashi Eiichi sowie mit Hiro Tsunoda und dem Aketa Nishiogi Sentimental Philharmony Orchestra. Erste Aufnahmen entstanden 1974; im folgenden Jahr das Album This Here Is Aketa, Vol. 1 (Offbeat), mit Koichi Yamazaki (Bass) und Takashi Miyasaka (Schlagzeug). Im westlichen Stadtteil Tokyos eröffnete er den Jazzclub Aketa no Mise (アケタの店) und das damit verbundene Plattenlabel Aketa’s Disk, auf dem mehrere Livealben erschienen, wie Soto Wa Ii Tenki (1976), Magic Eye (1999) und Dai-Kanjo (2001). Im Bereich des Jazz war er von 1974 bis 2002 an 39 Aufnahmesessions beteiligt.